# Stema municipiului Oradea

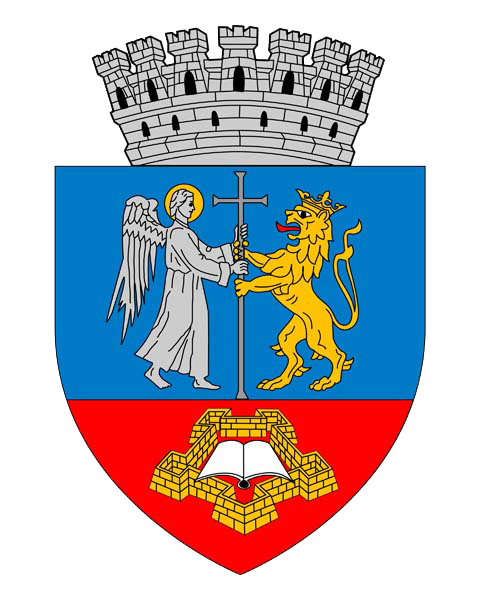
Stema municipiului Oradea

Stema municipiului Oradea a fost aprobată în 1998. Aceasta se compune dintr-un scut tăiat; în partea superioară, pe câmp albastru, se află o cruce latină, ținută de un arhanghel înaripat, de argint aureolat, de aur, plasat în stânga, și de un leu de aur, rampant, încoronat și limbat, cu coada bifurcată, plasat în dreapta. În partea inferioară, pe câmp roșu, se află o cetate de aur cu cinci bastioane. În interiorul cetății se află o carte deschisă, naturală. Scutul este timbrat de o coroană murală, de argint, formată din șapte turnuri crenelate.
Semnificația elementelor însumate:
- Arhanghelul de argint și crucea latină simbolizează rolul bisericii catolice în evoluția spiritualității locuitorilor urbei;
- Leul încoronat simbolizează lupta de apărare dusă de principii transilvăneni de-a lungul vremii;
- Construcția simbolizează Cetatea Oradea;
- Cartea face referire la cultură; în perioada Renașterii, Oradea a cunoscut o perioadă extrem de înfloritoare în istoria orașului, în secolul trecut a funcționat aici Academia de Drept, iar actualmente în cetate există Muzeul Orașului.